# Chiesa della Pietà (Brindisi)
La Chiesa della Pietà (conosciuta anche come Convento Frati Minori della Pietà) è un luogo di culto cattolico della città di Brindisi. Questa chiesa è un centro di culto dedicato a Maria sotto il titolo dell’Addolorata.

## Storia
Antichi documenti attestano l’esistenza della chiesa già nel XIII secolo, ma nulla è sopravvissuto dell’edificio originario a causa delle numerose trasformazioni subite nel tempo.
Nel 1566 l’arcivescovo G. Carlo Bovio assegnò la chiesa ai Cappuccini che vi eressero l’adiacente Convento dell’Annunziata.
Dopo una serie di abbandoni del sito a causa dell’insalubrità dell’aria, dovuta alle paludi vicine che, all’epoca, erano causa di numerose e mortali malattie, nel 1713 la chiesa venne concessa alla confraternita della Pietà che nel 1724 promosse i lavori di ampliamento che si conclusero definitivamente soltanto nel 1936.

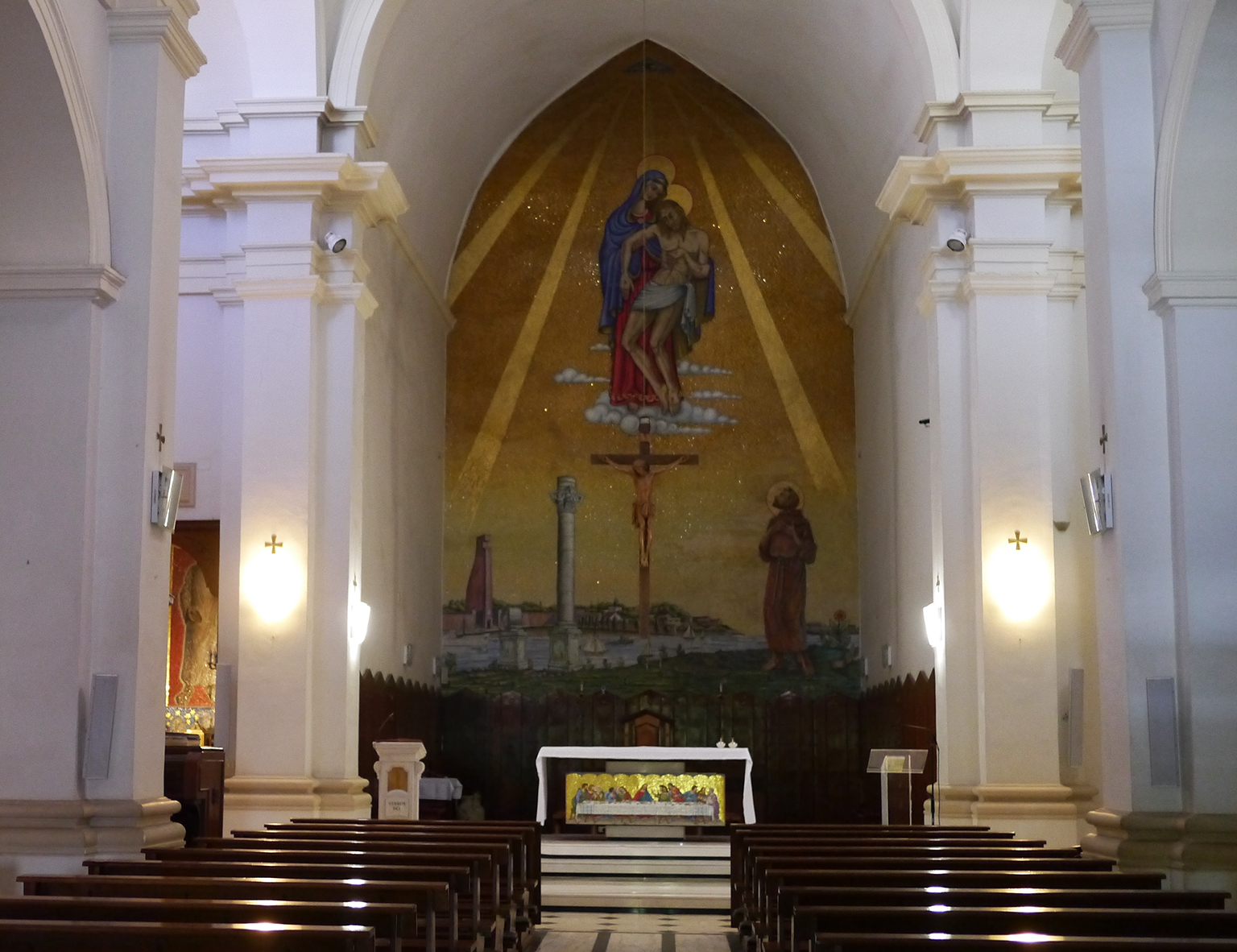
Dettaglio interno Chiesa della Pietà Brindisi

Nel 1931 Benito Mussolini e nel 1936 Rodolfo Graziani contribuirono finanziariamente, a titolo personale, ai lavori con l’espressa intenzione del rettore don A. Minunni di “consacrare i lavori a santificare i sacrifici dei combattenti per la sicura vittoria delle armi italiane” in Etiopia.
Il 2 luglio 1939 fu iniziata la costruzione del Collegio Missionario Etiopico di cui fu completato il primo piano nel 1940. L’8 novembre del 1941 la chiesa subì gravi danni durante i bombardamenti e venne riaperta al culto solo nel 1944. Dal 13 giugno del 1948 divenne chiesa parrocchiale e fu affidata alle cure dei frati minori. 

## Architettura
L'edificio presenta una facciata divisa in due ordini, con la parte inferiore tripartita da colonne ioniche e la parte superiore delimitata da lesene scanalate e arricchita da una finestra centrale decorata. Le parti laterali, delimitate dai pilastri angolari con capitello ionico, hanno al centro una nicchia decorata superiormente con una testa di cherubino su piccole volute.
Al di sopra della cornice, arricchita da motivi floreali, è un timpano triangolare spezzato, con cornice aggettante e una croce al centro su basamento.
Lateralmente la chiesa presenta una finestra con vetrata policroma e un campanile a tre piani con cella campanaria superiore. Questa ha un’apertura ad arco ogivale per lato e lesene scanalate con capitelli corinzi agli angoli.
All'interno, l’edificio è stato notevolmente modificato nel corso dei secoli, definendosi a croce latina e passando da una sola navata a tre. Dall’intersezione fra transetto e navata centrale si sviluppa la cupola ottagonale ricoperta esteriormente da tessere policrome e sormontata da una lanterna. La navata centrale, più alta rispetto alle laterali, è separata da esse tramite ampie arcate e termina nell’abside sovrastata da un arco a tutto sesto. 

## Opere d'arte
Tra le opere d'arte presenti nella chiesa è presente nell'abside un mosaico raffigurante la Pietà, San Francesco d'Assisi e Brindisi, eseguito dalla ditta Ortes di Venezia negli anni ’60.
Vi è inoltre la statua lignea della Vergine Addolorata, realizzata da Giacomo Vincenzo Müssner di Ortisei, benedetta nel 1937. Altre opere includono un pregevole fonte battesimale progettato da Salvatore Scoditti e un organo a canne costruito dalla ditta Mascioni nel 1947.
Nel 1981 papa Giovanni Paolo II donò una statua della Madonna di Fatima creata da Vincenzo Giacomo Mussner e benedì ed incoronò la statua di Maria di Nazareth scolpita da Gregor Mussner nel 1998 per la “Peregrinatio Mariae mondiale”.